# アントニオ・エアネス

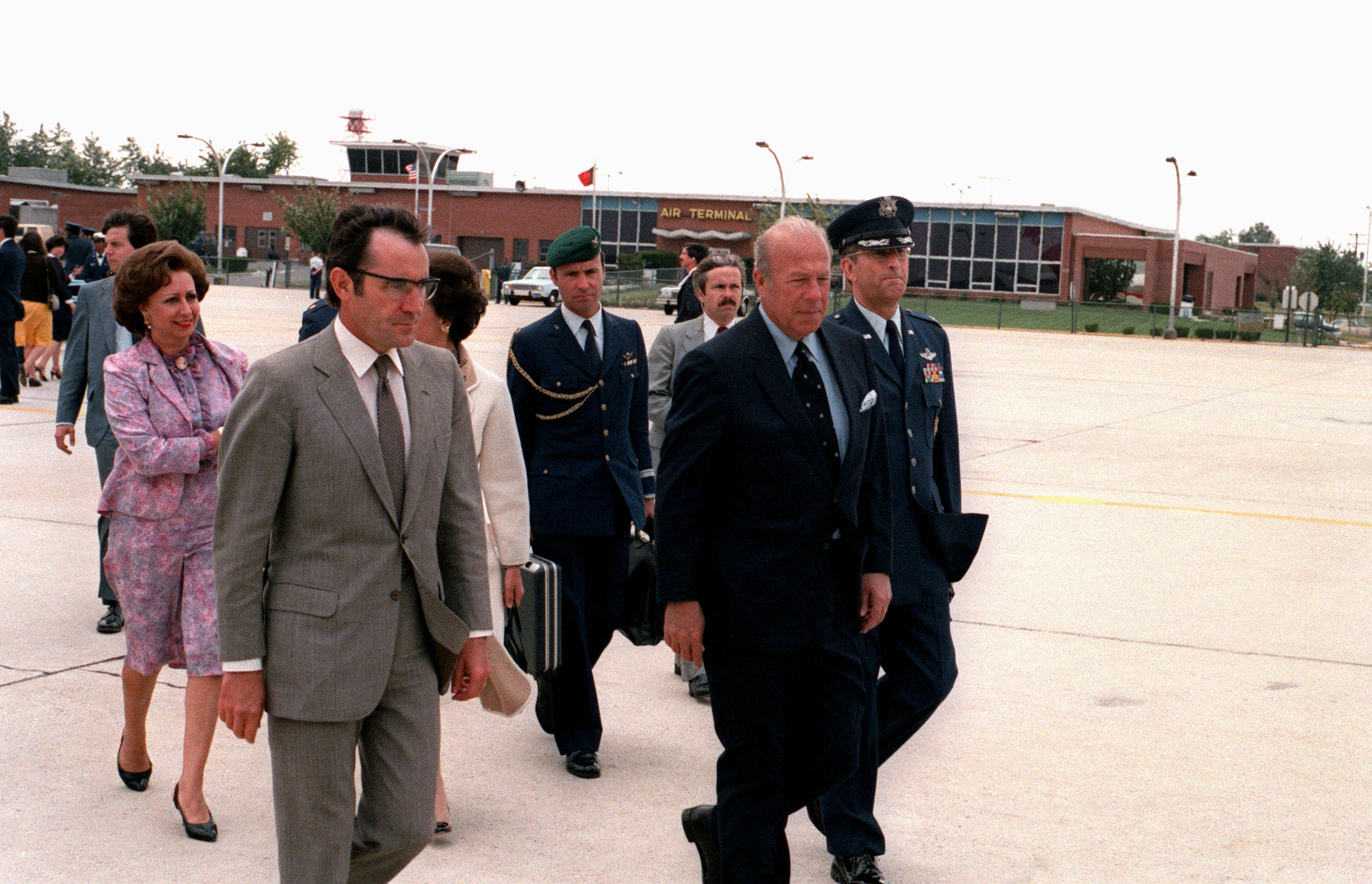
アメリカのジョージ・シュルツ国務長官と

アントニオ・エアネス（ポルトガル語：António dos Santos Ramalho Eanes、1935年1月25日 - ）は、ポルトガルの政治家、軍人。第16代大統領を務めた。

## 経歴
1935年1月25日にリスボンに誕生した。植民地戦争で長く軍歴を積み、カーネーション革命が起こった時は、アンゴラ駐在だった。その後は革命を主導した国軍運動（MFA）に参加し、ポルトガルへの帰国後はポルトガル国営放送の社長に就任した。
MFAでは穏健派に属しており、1975年11月25日にはMFA左派の急進派などが引き起こしたクーデター未遂事件（11月25日のクーデター）の鎮圧に当たった。1976年に大統領選挙に当選し、1981年2月までは国軍参謀総長（制服組のトップ）も兼任していた。
退任後、共和制移行100周年を迎えた2010年にリスボン大学から名誉博士号の学位を得た。